# Politiek & Cultuur
Politiek & Cultuur was een Nederlands communistisch tijdschrift.
In 1935 verscheen de eerste jaargang onder de naam Communisme, in 1936 kreeg het de titel Politiek & Cultuur. Het tijdschrift verscheen tot 1940 en van 1945 tot 1995. Tot 1991 was het een uitgave van de CPH resp CPN en daarna van de Stichting Politiek & Cultuur. De archieven van het tijdschrift berusten bij het Internationaal Instituut voor Sociale Geschiedenis.